# Coité do Nóia (ort)
Coité do Nóia är en ort i Brasilien.   Den ligger i kommunen Coité do Nóia och delstaten Alagoas, i den östra delen av landet, 1 400 km nordost om huvudstaden Brasília. Coité do Nóia ligger 288 meter över havet och antalet invånare är 2 529.
Terrängen runt Coité do Nóia är huvudsakligen platt, men den allra närmaste omgivningen är kuperad. Coité do Nóia ligger uppe på en höjd. Runt Coité do Nóia är det ganska tätbefolkat, med 149 invånare per kvadratkilometer.. Närmaste större samhälle är Arapiraca, 16,1 km sydväst om Coité do Nóia.
Omgivningarna runt Coité do Nóia är huvudsakligen savann.